# 咽喉音

調音部位

唇音
両唇音
唇歯音
舌頂音
舌尖音 / 舌端音
舌唇音
歯間音
歯音
歯歯茎音
歯茎音
後部歯茎音
そり舌音
歯茎硬口蓋音
舌背音
硬口蓋音
軟口蓋音
口蓋垂音
咽喉音
咽頭音
喉頭蓋音
声門音
二重調音
両唇軟口蓋音

▶ 調音方法

咽喉音（いんこうおん）は、咽頭腔と喉頭で調音される音を総称する。咽頭音・喉頭蓋音・声門音が含まれる。
舌の咽頭壁に面している部分を舌根（ぜっこん）といい、舌根を咽頭壁に近づけることによって咽頭音が調音される。なお中国語学では軟口蓋音を「舌根音」というが、これは後舌面で調音するものを言っており、音声学の舌根とは異なる。
その下には食べ物が気管に入らないようにする喉頭に蓋をする喉頭蓋があり、これを咽頭壁に近づけることによって喉頭蓋音が調音される。
その下の喉頭には2本の声帯と呼ばれる筋肉があり、この間の隙間を声門という。声帯は通常、発声器官であるが、声門の閉鎖された状態からの声門破裂音と開放された状態からの声門摩擦音を調音とみなし、調音器官として扱っている。